# Brigitte Bierlein
Brigitte Bierlein (/bʁiˈɡɪtə ˈbiːɐ̯laɪ̯n/), née le 25 juin 1949 à Vienne (Autriche) où elle meurt le 3 juin 2024, est une juriste et femme d'État autrichienne. 
Nommée présidente de la Cour constitutionnelle en 2018, elle est chancelière fédérale d'Autriche de juin 2019 à janvier 2020. Elle est la première femme à exercer ces deux fonctions en Autriche.

## Biographie
Brigitte Bierlein naît le 25 juin 1949 à Vienne dans une Autriche alors occupée par les forces alliées.

### Carrière professionnelle

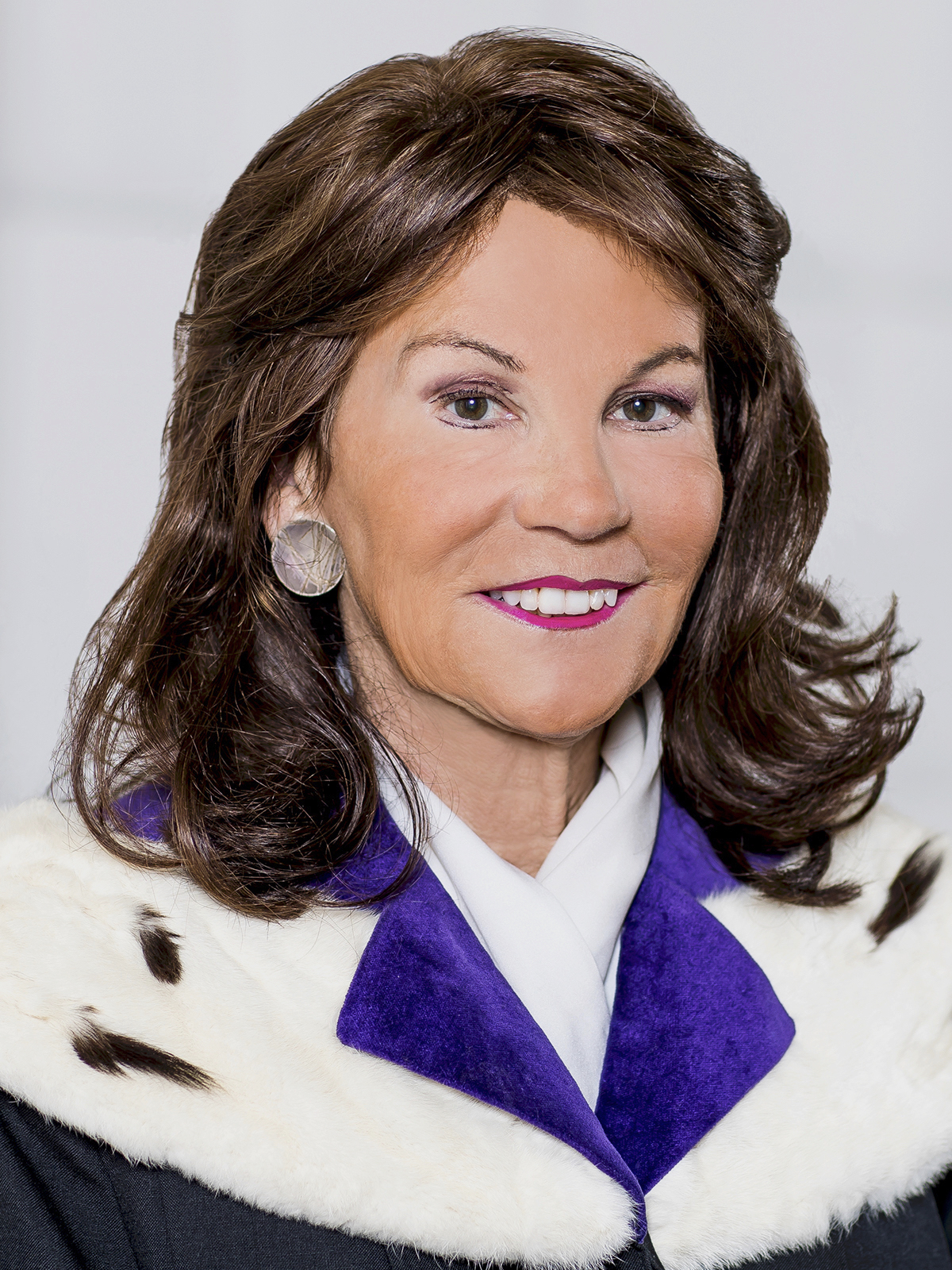
Brigitte Bierlein en 2018.

Brigitte Bierlein commence sa carrière au sein de la justice comme juge puis procureure.
Vice-présidente de la Cour constitutionnelle de 2003 à 2018, elle en devient la présidente en 2018 ; elle est la première femme à accéder à ces deux postes. Elle quitte ses fonctions lors de sa nomination à la tête du gouvernement, peu avant d'avoir atteint l'âge limite pour y siéger.

### Chancelière fédérale
Sans affiliation politique, Brigitte Bierlein est proche du centre droit autrichien. 
Le 30 mai 2019, après le renversement du gouvernement Kurz I et le lancement de consultations avec les forces représentées au Parlement, Brigitte Bierlein — figure respectée par la plupart des partis représentés au Parlement — est chargée de former un gouvernement ; elle devient la première femme chancelière de l'histoire de l'Autriche. Elle propose les noms de Clemens Jablons, ancien président de la Cour administrative suprême, pour le poste de vice-chancelier et de ministre de la Justice, et celui du diplomate Alexander Schallenberg comme ministre des Affaires étrangères. Elle prête serment le 3 juin 2019.
Elle quitte ses fonctions le 7 janvier 2020, à la suite des élections législatives anticipées qui voient la victoire de l’ÖVP de son prédécesseur Sebastian Kurz.

### Vie privée
Sans enfants, Brigitte Bierlein vivait avec un juge retraité.

### Mort
Brigitte Bierlein meurt à Vienne (Autriche) des suites d'une brève maladie le 3 juin 2024, cinq ans jour pour jour après avoir prêté serment comme chancelière fédérale.